# Dry Creek (Alaska)
Dry Creek è un census-designated place (CDP) degli Stati Uniti d'America, situato nello Stato dell'Alaska e in particolare nella Census Area di Southeast Fairbanks.